# Phoradendron palmeri
Phoradendron palmeri är en sandelträdsväxtart som beskrevs av Jesse More Greenman. Phoradendron palmeri ingår i släktet Phoradendron och familjen sandelträdsväxter. Inga underarter finns listade i Catalogue of Life.